# رباب الصدر
رباب الصدر (أو: رباب الصدر شرف الدين) (1944) هي ناشطة لبنانية في المجالات الاجتماعية والحقوقية. ورئيسة مؤسسة الإمام الصدر التي تضم عددا من المؤسسات التربوية ودارا للأيتام ومدارس مهنية. حازت عدة أوسمة وشهادات تقدير، منها: ميداليّة تقدير من منظمة فرسان مالطا العام 1991، الميدالية الذهبية من لجنة الأعمال الخيريّة والإنسانية في فرنسا عام 1992، وسام الأرز برتبة فارس العام 1993، وشهادة تقدير من الأمين العام للأمم المتحدة العام 2000. 

## نبذة
ولدت رباب صدر الدين الصدر في مدينة قم الإيرانية في 4 نيسان (أبريل) 1944، لعائلة شيعية لبنانية، وانتقلت إلى لبنان في سن الخامسة عشرة. تبنت الرؤية الاجتماعية لأخيها الإمام موسى الصدر الذي شجعها على الانضمام إلى مؤسسة الإمام الصدر في لبنان حوالي العام 1960، وتكرس نفسها للعمل الاجتماعي والمساعدات الإنسانية.
حازت إجازة وماجستير في الآداب - فلسفة (1994 - 2009) ودكتوراه في الفلسفة من الجامعة اللبنانية في لبنان. وحازت شهادة دكتوراه فخرية في الإنسانيات من الجامعة اللبنانيّة الأميركيّة. 
تتقن عدة لغات: العربية، والفارسية والإنكليزية. تزوجت من الأديب والشاعر اللبناني الراحل حسين شرف الدين.

## نشاطها الاجتماعي والتربوي
ترأست مؤسسات الصدر التربوية والاجتماعية منذ العام 1962، كذلك أسست مركز الإمام الصدر للأبحاث والدراسات، وتساهم بالقاء المحاضرات في مواضيع مختلفة، وتنظيم عدّة مؤتمرات. وهي ناشطة في الحقلين الإنساني والاجتماعي، ومنحازة للمرأة وحقوقها. وتتمتع بخبارات عدة، منها: المبادرة المجتمعية، والقيادية، وتنمية المجتمعات الريفية وحوار الاْديان وتمكين النساء والشباب.

### انجازاتها
- تأسيس مركز الإمام الصدر للأبحاث والدراسات.
- تنظيم عدة مؤتمرات عن قضايا معاصرة، من بينها التنمية البشرية (الجوانب الدينية والاجتماعية والمعرفية)، الحرية والإصلاح والتغيير، البعد الإنساني والوطني والقانوني في قضية الإمام الصدر، الإعلام المعاصر، حوار الحضارات، والمقاومة.
- محاضرات عن مواضيع مختلفة مثل الحرّية، الإصلاح، حقوق الإنسان، التنمية البشرية، الحوار، الأسرة، حقوق ودور المرأة.[6][10]

## مذكرات
كتاب ميريام هو مذكرات السيدة رباب صدر، شقيقة موسى الصدر ومديرة المؤسسات الخيرية والاجتماعية التي أسسها موسى الصدر منذ إنشائها عام 1963م. تُعدّ هذه المؤسسات إحدى الهيئات التي أنشأها موسى الصدر، القائد الإيراني للطائفة الشيعية في لبنان، وهي تهدف إلى كفالة الفتيات اليتيمات في جنوب لبنان. استغرقت عملية إعداد كتاب ميريام فترة طويلة. الكتاب هو نتاج 18 جلسة مقابلة أُجريت بين عامي 2012 و2015 في كل من طهران ولبنان، تلتها 18 جلسة لمراجعة النص، بالإضافة إلى جلستين تكميليتين في عام 2022 في كل من لبنان وطهران. النسخة الورقية من كتاب مريم تتكون من 662 صفحة، وهي مكتوبة باللغة الفارسية، وصدر الطبعة الأولى منها في عام 2024.